# Segretario a mezzanotte
Segretario a mezzanotte (Take a Letter, Darling) è un film del 1942 diretto da Mitchell Leisen.
Nel 1943, il film ebbe tre candidature agli Oscar: quello alla migliore fotografia in bianco e nero a John J. Mescall; alla Miglior scenografia a Hans Dreier, Roland Anderson, Sam Comer e l'Oscar alla migliore colonna sonora a Victor Young.

## Produzione
Le riprese del film, prodotto dalla Paramount Pictures, durarono dal 27 novembre 1941 fino a metà gennaio 1942.

## Distribuzione
Il copyright del film, richiesto dalla Paramount Pictures, Inc., fu registrato il 3 luglio 1942 con il numero LP11438.
Distribuito dalla Paramount Pictures, il film uscì nelle sale statunitensi il 6 maggio 1942.